# Seznam krajev Unescove svetovne dediščine v Belgiji
Svetovna dediščina Organizacije Združenih narodov za izobraževanje, znanost in kulturo (UNESCO) je pomembna za kulturno ali naravno dediščino, kot je opisano v Unescovi konvenciji o svetovni dediščini, ustanovljeni leta 1972. Kulturno dediščino sestavljajo spomeniki (kot so arhitekturna dela, monumentalne skulpture ali napisi), skupine zgradb in najdišča (vključno z arheološkimi najdišči). Naravne značilnosti (ki jih sestavljajo fizične in biološke formacije), geološke in fiziografske formacije (vključno s habitati ogroženih vrst živali in rastlin) ter naravna območja, ki so pomembna z vidika znanosti, ohranjanja ali naravne lepote, so opredeljena kot naravna dediščina. Kraljevina Belgija je konvencijo sprejela 24. julija 1996, zaradi česar so njena zgodovinska mesta upravičena do vključitve na seznam.
Belgija ima na seznamu vpisanih 16 območij. Prva, ki so bila dodana na seznam, so bile Flamske beginaže, Grand-Place v Bruslju in zapornice na Canal du Centre na 22. zasedanju Unesca leta 1998. Najnovejši vpisi so bili Pogrebna in spominska mesta prve svetovne vojne (Zahodna fronta), transnacionalna lokacija, ki si jo deli s Francijo. Sonijski gozd, del Starodavni prvobitni bukovi gozdovi Karpatov in drugih delov Evrope, je edino naravno območje v Belgiji; druge so kulturne znamenitosti, kot določajo kriteriji Unesca za izbor. Med petimi nadnacionalnimi znamenitostmi Belgije so tudi Zvoniki Belgije in Francije, ki si jih deli s Francijo, Arhitekturna in urbanistična dela Le Corbusierja, ki si jih deli s šestimi drugimi državami, Društvo za humanitarnost, ki si jih deli z Nizozemsko, in Velika zdraviliška mesta Evrope, ki si jih deli s šestimi drugimi državami. Poleg tega ima Belgija na svojem poskusnem seznamu 15 območij.

## Svetovna dediščina
Unesco navaja mesta pod desetimi merili; vsaka prijava mora izpolnjevati vsaj enega od kriterijev. Merila od i do vi so kulturna, od vii do x pa naravna.
| Ime                                                                             | Slika                                                   | Lokacija                       | Leto vpisa | UNESCO kriterij                  | Opis |
| ------------------------------------------------------------------------------- | ------------------------------------------------------- | ------------------------------ | ---------- | -------------------------------- | --- |
| Flamske beginaže                                                                | View of the Groot Begijnhof in Leuven, Belgium          | Flandrija                      | 1998       | 855; ii, iii, iv (kulturno)      | Beginaže (francosko béguinages, nizozemsko begijnhoven) so posamezne zgradbe ali skupine majhnih zgradb, ki so jih uporabljale begine, laične redovnice rimskokatoliške cerkve. Prve beginaže so bile ustanovljene v 12. stoletju v Nizozemskih deželah za redovnice, ki so si prizadevale služiti Bogu, ne da bi se povsem umaknile od posvetnega sveta. Seznam vključuje 13 beginaž: Brugge, Dendermonde, Diest, Gent (Klein Begijnhof, Groot Begijnhof), Hoogstraten, Kortrijk, Leuven (Groot Begijnhof), Lier, Mechelen (Groot Begijnhof), Sint-Truiden, Tongeren in Turnhout. |
| Štiri zapornice na Canal du Centre in njihovi okolici, La Louvière in Le Roeulx | View of Lift No. 3                                      | provinca Hainaut               | 1998       | 856; iii, iv (kulturno)          | Zapornice na starem Canal du Centre je niz štirih hidravličnih zapornic za čolne v bližini mesta La Louvière v Sillon industriel v Valoniji. Vzdolž določenega 7 km odseka Canal du Centre, ki povezuje porečji Meuse in Šelda, se gladina dvigne za 66,2 metra. Da bi premagali to razliko, so leta 1888 odprli 15,4-metrsko zapornico v Houdeng-Goegnies, leta 1917 pa so odprli druge tri, od katerih ima vsaka višino 16,93 metra. |
| Grand-Place v Bruslju                                                           | The Grand-Place, decorated with a floral carpet         | Bruselj                        | 1998       | 857; ii, iv (kulturno)           | Grand-Place je osrednji trg Bruslja. Obkrožajo ga cehovske hiše, Bruseljska mestna hiša in Pekovska hiša. Trg je najpomembnejša turistična destinacija in najbolj nepozabna znamenitost v Bruslju. Meri 68 krat 110 metrov. |
| Zvoniki Belgije in Francije*                                                    | The belfry of the Cloth Hall in Ypres, Belgium          | več lokacij                    | 1999, 2005 | 943; ii, iv (kulturno)           | To območje obsega skupno 56 zvonikov meščanskih stavb namesto cerkva, ki so bili zgrajeni med 11. in 17. stoletjem v različnih arhitekturnih slogih: romaniki, gotiki, renesansi in baroku. Simbolizirali so bogastvo in vpliv mest. Leta 1999 je bilo prvotno navedenih 32 zvonikov v Belgiji, leta 2005 pa je bila dediščina razširjena na zvonike v Franciji in zvonik v Gemblouxu v Belgiji. Nekateri zvoniki so: Stolnica Matere Božje, Antwerpen in Antwerpenska mestna hiša, Stolnica sv. Rumbolda in mestna hiša v Mechelenu, Brugški zvonik, zvonik v Kortrijku, Suknarna Ypres (na sliki), Schepenhuis v Aalstu, Gentski zvonik, Mestna hiša Oudenaarde, Cerkev svetega Petra, Leuven, Cerkev sv. Leonarda, Zoutleeuw, zvonik v Monsu, zvonik v Thuinu, zvonik v Tournaiju in Namurski zvonik. |
| Zgodovinsko središče Bruggea                                                    | View of Bruges' city centre                             | Zahodna Flandrija, Brugge      | 2000       | 996; ii, iv, vi (kulturno)       | Brugge je glavno in največje mesto province Zahodna Flandrija na severozahodu Belgije. Skupaj z nekaterimi drugimi severnimi mesti, ki temeljijo na kanalih, kot je Amsterdam, ga včasih imenujejo 'severne Benetke'. Brugge je gospodarsko pomemben zaradi svojega pristanišča. Včasih so ga nekateri imeli za »glavno trgovsko mesto« na svetu. |
| Velike mestne hiše arhitekta Victorja Horte                                     | Internal staircase of the Tassel House, Brussels        | Bruselj in Saint-Gilles        | 2000       | 1005; i, ii, iv (kulturno)       | Arhitekt Victor Horta je bil znan po ustvarjanju stavb v takrat modnem art nouveau slogu. Štiri njegova najbolj opazna ohranjena dela, Tasselova hiša, Solvayeva hiša, Eetveldova hiša in Hortova hiša in atelje, so navedena kot svetovna dediščina. |
| Neolitski rudniki kremena v Spiennesu                                           | View of the inside of the Spiennes mine                 | Mons, Hainaut                  | 2000       | 1006; i, iii, iv (kulturno)      | SLOVENŠČINA Neolitski rudniki kremena v Spiennesu so največji in najzgodnejši neolitski rudniki v Evropi, ki so blizu valonske vasi Spiennes, jugovzhodno od Monsa. Rudniki so bili aktivni v srednjem in poznem neolitiku (4300–2200 pr. n. št.). |
| Stolnica v Tournaiju                                                            | View of the Cathedral of Tournai                        | Tournai, Hainaut               | 2000       | 1009; ii, iv (kulturno)          | Stolnica v Tournaiju je rimskokatoliška cerkev, sedež škofije Tournai v Tournaiju. Stavba, ki je bila zgrajena v 12. stoletju na še starejših temeljih, združuje delo treh oblikovalskih obdobij z osupljivim učinkom: težek in strog značaj romanske ladje v izjemnem kontrastu s prehodnim delom transepta in popolnoma razvito gotiko kora. Transept je najznačilnejši del stavbe s skupino petih zvonikov in apsidalnimi (polkrožnimi) zaključki. |
| Muzej tiskarstva Plantina-Moretusa                                              | View of the library of the Plantin-Moretus House Museum | Antwerp, Antwerp               | 2005       | 1185; ii, iii, iv, vi (kulturno) | Muzej tiskarstva Plantina-Moretusa je muzej v Antwerpnu o zgodnjem modernem tiskarstvu na splošno in še posebej o slavnih tiskarjih Christopheju Plantinu in Janu Moretusu. Je v njuni nekdanji rezidenci in tiskarni, Plantin Press, na Vrijdagmarkt (petkova tržnica). |
| Starodavni prvobitni bukovi gozdovi Karpatov in drugih delov Evrope*            | 20120815 Zonienwoud (6)                                 | Brabant, Flandrija in Walonija | 2007       | 1133; ix (naravno)               | Sonijski gozd je edina belgijska komponenta večnacionalnega napisa Starodavni prvobitni bukovi gozdovi Karpatov in drugih delov Evrope. Na seznamu je 63 bukovih gozdov v Albaniji, Avstriji, Bolgariji, Hrvaški, Nemčiji, Italiji, Poljski, Romuniji, Slovaški, Sloveniji, Španiji in Ukrajini. |
| Stocletova palača                                                               | Exterior of the Stoclet Palace                          | Bruselj                        | 2009       | 1298; i, ii (kulturno)           | Stocletova palača je bila zasebna vila, ki jo je zgradil arhitekt Josef Hoffmann med letoma 1905 in 1911 v Bruslju za bankirja in ljubitelja umetnosti Adolpha Stocleta. Bila je ena najbolj prefinjenih in razkošnih zasebnih hiš 20. stoletja in je bila znotraj razkošno okrašena, vključno z deli umetnika Gustava Klimta. |
| Glavna rudarska mesta Valonije                                                  | View over the Bois du Cazier mine                       | Valonija                       | 2012       | 1344; 2012; ii, iv (kulturno)    | Med industrijsko revolucijo v 19. stoletju sta rudarstvo in težka industrija, ki je temeljila na premogu, tvorila velik del belgijskega gospodarstva. Večina tega rudarjenja in industrije je potekala v sillon industriel ('industrijska dolina' v francoščini), pasu zemlje, ki poteka čez državo, kjer so številna največja mesta v Valoniji. Vse imenovane lokacije tega območja svetovne dediščine so na območju sillon industriel ali blizu njega. Rudarska dejavnost je v 20. stoletju upadla in danes štirje navedeni rudniki ne delujejo več. Danes so odprti za obiskovalce kot muzeji. |
| Arhitekturno delo Le Corbusierja, izjemen prispevek k modernemu gibanju*        | View of the Maison Guiette                              | Antwerpen                      | 2016       | 1321; i, ii, vi (kulturno)       | Maison Guiette je belgijski del večnacionalnega napisa Arhitekturno delo Le Corbusierja, izjemen prispevek k modernemu gibanju. Stavba je bila uvrščena med 16 drugih stavb Le Corbusierja v Argentini, Franciji, Nemčiji, Indiji, na Japonskem in v Švici. Maison Guiette je zasnoval švicarsko-francoski arhitekt Le Corbusier leta 1926 in je bil dokončan leta 1927. Služil je kot dom in delovno mesto belgijskega slikarja Renéja Guietteja. To je edina preostala stavba, ki jo je zasnoval Le Corbusier v Belgiji. Znana je tudi kot Les Peupliers, poimenovana po ulici, kjer stavba stoji. |
| Velika zdraviliška mesta Evrope*                                                | Spa JPG01                                               | Liège, Spa                     | 2021       | 1613; ii, iii (kulturno)         | Velika zdraviliška mesta Evrope obsegajo 11 zdraviliških mest v sedmih evropskih državah, kjer so mineralne vode uporabljali v zdravilne in terapevtske namene pred razvojem industrijske medicine v 19. stoletju. Mesto Spa je navedeno v Belgiji. |
| Društvo za humanitarnost*                                                       | View of the Grote Hoeve at Merksplas                    | Wortel                         | 2021       | 1555; ii, iv (kulturno)          | Po napoleonskih vojnah v Evropi so veliki deli prebivalstva Nizozemskih dežel obubožali. Za reševanje socialnih vprašanj je bilo leta 1818 ustanovljeno Društvo dobrohotnosti, ki je pod nadzorom Johannesa van den Boscha zgradilo sedem kmetijskih kolonij za družine, sirote, berače in upokojeno vojaško osebje. Ta pristop je bil inovativen s kombinacijo izobraževanja, zdravstvene oskrbe in (prisilnega) dela za zagotovitev samooskrbe kolonij. Navedene so bile štiri kolonije, tri na Nizozemskem in Wortel v Belgiji. |
| Pogrebna in spominska mesta prve svetovne vojne (Zahodna fronta)*               | Lijssenthoek Military Cemetery                          | več lokacij                    | 2023       | 1567; iii, iv, vi (kulturno)     | Transnacionalno območje, ki si ga deli s Francijo, vključuje 139 pokopališč in spomenikov na Zahodni fronti prve svetovne vojne. 43 jih je v Belgiji, vključno z 2 belgijskima vojaškima pokopališčema, 26 vojaškimi pokopališči in spomeniki Commonwealtha, 5 francoskimi vojaškimi pokopališči in spomeniki, 2 nemškima vojaškima pokopališčema, enim vojaškim pokopališčem Commonwealth-Nemčije, enim francosko-nemškim vojaškim pokopališčem, enim kanadskim spomenikom, en irski spomenik, kripta stolpa Yser, trdnjava Loncin in dve vojaški parceli. |

## Poskusni seznam
Poleg območij, vpisanih na seznam svetovne dediščine, lahko države članice vodijo seznam začasnih območij, ki jih lahko upoštevajo pri nominaciji. Nominacije za seznam svetovne dediščine so sprejete samo, če je bilo območje predhodno navedeno na poskusnem seznamu. Od leta 2019 je Belgija na svojem poskusnem seznamu navedla 18 nepremičnin.
| Ime                                        | Slika                                                            | Lokacija                 | Leto vpisa | UNESCO kriterij                                | Opis |
| ------------------------------------------ | ---------------------------------------------------------------- | ------------------------ | ---------- | ---------------------------------------------- | --- |
| Zgodovinski center Genta                   | Gravensteen, Gent                                                | Gent, Vzhodna Flandrija  |            | 856; 2002; ii, iv (kulturno)                   | |
| Zgodovinski center Antwerpna               | Gildehuizen, Antwerpen                                           | Antwerpen                |            | 857; 2002; ii, iv, vi (kulturno)               | |
| Zgodovinske stavbe Univerze v Leuvenu      | 2011-09-24 17.42 Leuven, universiteitsbibliotheek ceg74154 foto4 | Brabant, Leuven          |            | 1712; 2002; ii, iii, iv, vi (kulturno)         | |
| Kraljeve galerije Saint-Hubert             | Galeries Royales Saint-Hubert                                    | Bruselj                  |            | 5355; 2008; ii, iv (kulturno)                  | |
| Bloemenwerf Henryja van de Veldeja         | Bloemenwerf – Henry Van de Velde – 1896                          | Bruselj                  |            | 5356; 2008; i, ii (kulturno)                   | |
| Sodna palača, Bruselj                      | Palais de Justice from Hilton                                    | Bruselj                  |            | 5357; 2008; i (kulturno)                       | |
| Hoge Venen                                 | Fagne.Ardenne                                                    | Liège (provinca)         |            | 5358; 2008; v (kulturno)                       | |
| Rimska cesta iz Bavaya do Tongerena        | Chaussée Marie-Thérèse.1                                         | Belgium                  |            | 5359; 2008; iii, iv (kulturno)                 | |
| Nadškofijska palača, Liège                 | Palais_des_Princes-Evêques                                       | Liège                    |            | 5361; 2008; ii, iii (kulturno)                 | |
| Bitka pri Waterlooju                       | Braine-L%27Alleud_-_Butte_du_Lion_dite_de_Waterloo               | Brabant, Braine-l'Alleud |            | 5362; 2008; ii, iii, vi (kulturno)             | |
| Panorama bitje pri Waterlooju              | Panorama de la Bataille de Waterloo 03                           | Brabant, Braine-l'Alleud |            | 5364; 2008; i, ii, iv, vi (kulturno)           | |
| Citadele ob Meuse                          | 0 Dinant – La citadelle (1)                                      | Valonija                 |            | 5365; 2008; ii (kulturno)                      | Zajema citadele v Dinant, Namur in Huy |
| Pokrajina Hoge Kempen                      | Hoge Kempen 030                                                  | Limburg                  |            | 5623; 2011; iv, vi, viii (kulturno in naravno) | |
| Najdišča neandertalskih fosilov v Valoniji | Entrée de la Grotte de Spy                                       | Valonija                 |            | 6398; 2019; iii, iv (kulturno)                 | Napis vključuje Schmerlingove jame v Flémalle, Sclaynovo jamo v Andenne, jame Goyet v Gesvesu in jamo Spy v Jemeppe-sur-Sambre. Na vključenih lokacijah so bili najdeni pomembni neandertalski fosili, ki so veliko prispevali k raziskavam neandertalca. |
| Bolnica Gospe z rožico                     | Le cloitre de l'Hôpital Notre-Dame à la Rose de Lessines         | Hainaut, Lessines        |            | 6399; 2019; iii, iv (kulturno)                 | |